# کالووانچیکودی
کالووانچیکودی (به لاتین: Kaluvanchikudy) یک நகரம் در سری‌لانکا است که در ناحیه باتیکالوا واقع شده‌است.